# Flavio Zandoná
Flavio Gabriel Zandoná, conocido como el Chino, es un exfutbolista argentino, nacido el 8 de abril de 1967. Comenzó su carrera como marcador central en San Lorenzo de Almagro, jugando luego en el Club Atlético Vélez Sarsfield hasta su emigración al paraguayo Cerro Porteño y luego al Belo Horizonte.

## Trayectoria

### Logros
Con Vélez Sarsfield obtuvo la Copa Libertadores 1994 y la Copa Intercontinental 1994 (permaneció en el banco de suplentes). En la temporada 95-96  ganó ambos títulos locales, los Torneos de Apertura y Clausura. Obtuvo la Supercopa Sudamericana 1996 de manera invicta y la recopa Sudamericana 1997. Su último título con Vélez Sarsfield fue el Torneo Clausura de 1998. Con "El Fortín", disputó 193 encuentros locales e internacionales, anotando 10 goles. 

### Trompada a Edmundo y patada voladora de Romário

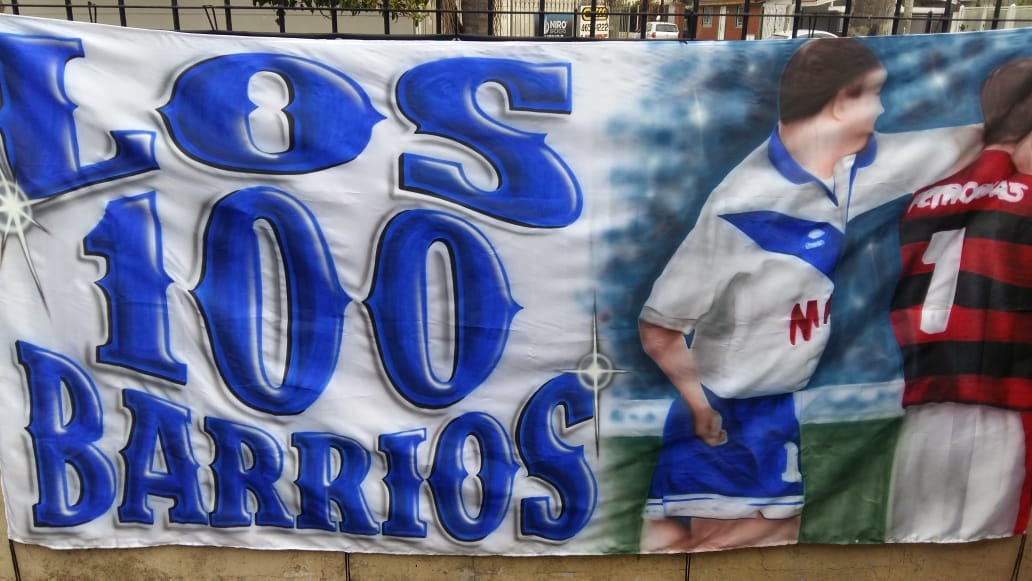
Bandera de Zandoná

Como anécdota, se recuerda el episodio en el que, durante la Supercopa de 1995, derribó al jugador del Flamengo Edmundo en el Parque do Sabiá de un puñetazo. La agresión desató una pelea campal que involucró a jugadores y cuerpos técnicos de ambos equipos, en la cual incluso se vio a Romário lanzarle una patada voladora a Zandoná. El árbitro no tuvo otra opción que dar por terminado el partido.

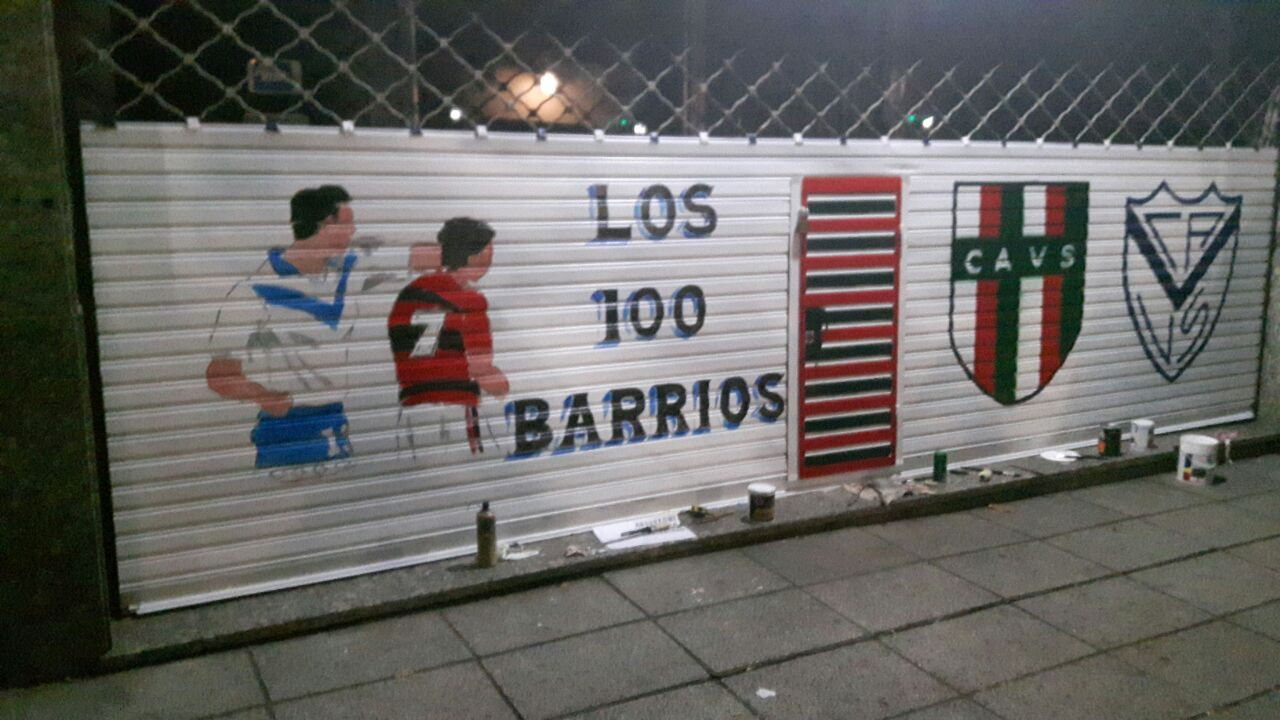
Mural de Zandoná

A raíz de este hecho y por sus logros en el club de Liniers, un grupo de hinchas que se autodenomina "Los 100 barrios", realizó un mural en las cercanías del Estadio José Amalfitani y una bandera en homenaje a Zandoná y a la trompada.
Los hinchas del Flamengo, por su parte, hicieron una bandera con el golpe de Romário, para un partido contra Vélez, en 2021, pero terminó siendo retirada.

## Clubes
| Club                | País      | Año         |
| ------------------- | --------- | ----------- |
| San Lorenzo         | Argentina | 1988 - 1994 |
| Vélez Sarsfield     | Argentina | 1994 - 1998 |
| Veracruz (préstamo) | México    | 1998        |
| Vélez Sarsfield     | Argentina | 1998 - 1999 |
| Avispa Fukuoka      | Japón     | 2000        |
| Cerro Porteño       | Paraguay  | 2000        |

## Palmarés

### Títulos nacionales
| Título           | Club            | País      | Año    |
| ---------------- | --------------- | --------- | ------ |
| Primera División | Vélez Sarsfield | Argentina | A-1995 |
| Primera División | Vélez Sarsfield | Argentina | C-1996 |
| Primera División | Vélez Sarsfield | Argentina | C-1998 |

### Títulos internacionales
| Título                 | Club            | Sede         | Año  |
| ---------------------- | --------------- | ------------ | ---- |
| Copa Libertadores      | Vélez Sarsfield | Sâo Paulo    | 1994 |
| Copa Intercontinental  | Vélez Sarsfield | Tokio        | 1994 |
| Copa Interamericana    | Vélez Sarsfield | Buenos Aires | 1996 |
| Supercopa Sudamericana | Vélez Sarsfield | Buenos Aires | 1996 |
| Recopa Sudamericana    | Vélez Sarsfield | Kōbe         | 1997 |